# Michaela Baschin
Michaela Baschin (Stuttgart, 2 de junio de 1984) es una deportista alemana que compitió en judo. Ganó dos medallas de bronce en el Campeonato Europeo de Judo, en los años 2006 y 2009.

## Palmarés internacional
| Campeonato Europeo | Campeonato Europeo  | Campeonato Europeo | Campeonato Europeo |
| Año                | Lugar               | Medalla            | Categoría          |
| ------------------ | ------------------- | ------------------ | ------------------ |
| 2006               | Tampere (Finlandia) | Medalla de bronce  | –48 kg             |
| 2009               | Tiflis (Georgia)    | Medalla de bronce  | –48 kg             |